# Internalización (sociología)
En sociología y otras ciencias sociales, internalización significa la aceptación individual de un conjunto de normas y valores (establecidos por otros) a través de la socialización. 
John Finley Scott describió la internalización como una metáfora en la que algo (es decir, una idea, concepto, acción) se mueve desde fuera de la mente o la personalidad a un lugar dentro de ella. La estructura y los acontecimientos de la sociedad configuran el ser interno y también se puede revertir. 
El proceso de internalización comienza con el aprendizaje de cuáles son las normas, y luego el individuo pasa por un proceso de comprensión de por qué son valiosas o por qué tienen sentido, hasta que finalmente aceptan la norma como su propio punto de vista. Se dice que las normas internalizadas son parte de la personalidad de un individuo y pueden ser exhibidas por las propias acciones morales. Sin embargo, también puede haber una distinción entre el compromiso interno con una norma y lo que uno exhibe externamente. George Mead ilustra, a través de las construcciones de la mente y el yo, la manera en que las internalizaciones de un individuo se ven afectadas por las normas externas.
Una cosa que puede afectar lo que un individuo internaliza son los modelos a seguir. Los modelos a seguir a menudo aceleran el proceso de socialización y alientan la velocidad de la internalización como si alguien que respeta a un individuo respalda un conjunto particular de normas, es más probable que el individuo esté preparado para aceptar y internalizar esas normas. Esto se llama el proceso de identificación. La internalización ayuda a definir quiénes son y a crear su propia identidad y valores dentro de una sociedad que ya ha creado un conjunto de valores y prácticas para ellos. 
La internalización se define en el Oxford American Dictionary como "hacer (las actitudes o el comportamiento) parte de la naturaleza de uno mediante el aprendizaje o la asimilación inconsciente: las personas aprenden los estereotipos de género y los internalizan". A través de la internalización, los individuos aceptan un conjunto de normas y valores establecidos por otros individuos, grupos o la sociedad en su conjunto. 
Lev Vygotsky, pionero de los estudios psicológicos, introdujo la idea de internalización en sus extensos estudios de investigación sobre desarrollo infantil. Vygotsky proporciona una definición alternativa para la internalización, la reconstrucción interna de una operación externa. Explica tres etapas de internalización:
1. Una operación que inicialmente representa una actividad externa se reconstruye y comienza a ocurrir internamente.
2. Un proceso interpersonal se transforma en uno intrapersonal.
3. La transformación de un proceso interpersonal en uno intrapersonal es el resultado de una larga serie de eventos de desarrollo.